# 第2艦隊 (アメリカ軍)
第2艦隊（だい2かんたい、英: United States Second Fleet）はアメリカ海軍のナンバー艦隊（序数艦隊、ナンバード・フリート）のひとつである。
第2艦隊の担当海域には、北極から南極、およびアメリカ合衆国からヨーロッパ西岸にわたる、大西洋の約9,840km²にわたる領域が含まれている。また、第2艦隊の実質的な運用範囲はこれだけに留まらず、2008年7月1日にカリブ海および中南米海域における海軍部隊として第4艦隊が再創設されるまでは、南米の大西洋岸、および中米西岸の一部でも運用されていたこともある。
1943年創設の第7艦隊、1946年創設の第6艦隊に次ぐ歴史を有するナンバード・フリートとして知られていたが、2011年9月30日をもって、国防予算縮減に向けてのコスト削減などを理由として、上級部隊である艦隊総軍に吸収・解消される形で一時解散した。
2018年5月4日、第2艦隊の再編成が発表された。
2019年5月29日、第2艦隊が初期作戦能力を獲得したと発表された。
2019年12月31日、第2艦隊が完全作戦能力を獲得したと発表された。

## 沿革

### 1947年から現在
第2艦隊の起源は1945年の12月、第二次世界大戦後の海軍再編成における、マーク・ミッチャー中将を司令官とする第8艦隊の編成まで遡る。1947年1月、第8艦隊は "Second Task Fleet" と改称された。3年後の1950年2月に部隊は "U.S. Second Fleet" と（現在の名称に）再び改称された。
1962年10月、ジョン・F・ケネディ大統領はキューバ危機において第2艦隊を派遣し臨検を実施させた。一ヶ月以上にわたり第2艦隊はキューバの北東で活動し、多くの船を停船させ禁止品の検査を行なった。20年ほど後、ロナルド・レーガン大統領は再び第2艦隊を西インド諸島へ派遣したが、この時はグレナダ侵攻作戦でグレナダへの侵攻を率いたものである。部隊を率いる上で、第2艦隊司令官 (COMSECONDFLT) は第120統合任務部隊 (Joint Task Force 120) の司令官 (CJTF 120) となり、空軍、陸軍、海軍、海兵隊から参加した部隊を指揮した。砂漠の盾作戦および砂漠の嵐作戦の際は、南西アジアに展開された海軍艦艇の半数以上に第2艦隊は訓練を施した。
2005年までは、第2艦隊司令官は大西洋打撃艦隊司令官 (COMSTRIKFLTLANT) として、NATOの大西洋連合軍最高司令官 (Supreme Allied Commander Atlantic, SACLANT) の指揮下において、常任の役割を与えられていた。NATOの大西洋における支配への攻撃を防ぎ、これを守ることを主な任務とする多国籍軍を、大西洋打撃艦隊司令官は指揮した。大西洋における制海権を確立し維持するという点で、大西洋打撃艦隊司令官の役割はNATOの海における後方連絡線の保全を確かにすることであった。部隊を提供した国には、ベルギー、カナダ、デンマーク、ドイツ、オランダ、ノルウェー、ポルトガル、スペイン、イギリス、アメリカが含まれた。変革連合軍 (en:Allied Command Transformation) が編成され、また部隊設立の理由でもあったソビエト連邦の脅威が全般的に消失したため、2005年2月22日/2005年6月24日に大西洋打撃艦隊の中核は解隊された。これは2006年に、Combined Joint Operations from the Sea (CJOS)、Center of Excellence (COE) という枠組みにとって代わられた。

## 現在の運用

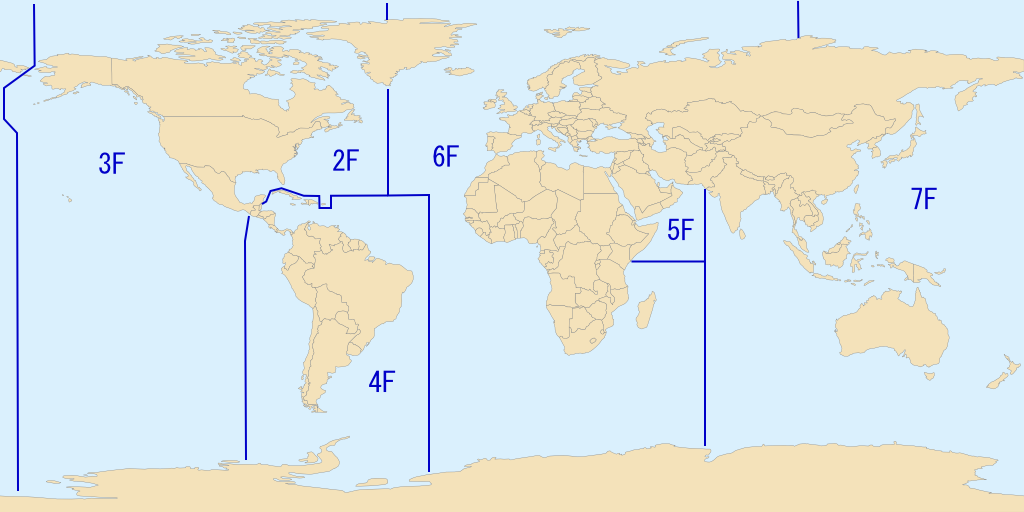
担当範囲(2F) 2009年時点

第2艦隊司令官は、アメリカ艦隊総軍司令官 (COMFLTFORCOM) のもと、任命された統合軍もしくは連合軍司令官の支援を受けつつ、大西洋地域で戦闘部隊の運用を計画し、また指令があればその（計画の）実施を行なう。第2艦隊司令官は、アメリカ艦隊総軍に所属する部隊の移動を指示、また運用を指揮することにより、運用対象となる大西洋の支配地域における不測の事態に対する部隊運用上の準備を最善とするべく、計画的な洋上移動や、その他の指揮された特殊な運用を行なう。第2艦隊司令官はまた、艦隊交流型の訓練を計画し、また指揮下となって統合・連携訓練に参加する。
戦時やある種の訓練の際、第2艦隊司令官は第120統合任務部隊の司令官、すなわち大西洋戦域におけるアメリカ統合戦力軍司令官の統合司令官 (joint commanders) の一人となる。この統合任務部隊には、以下から引き抜かれた部隊が含まれる：大西洋艦隊、陸軍の即応エアボーン・ヘリボーン部隊、空軍の航空機と支援要員、海兵隊の水陸両用部隊、また時によっては、指名された沿岸警備隊の部隊。動員されると、第120統合任務部隊は統合戦力軍の担当地域全体にわたり、様々な突発的任務の遂行を受け持つ。第2艦隊は、カリブ海戦域におけるある種の突発事態において、第140統合任務部隊として同様に編成された部隊の指揮を任される場合がある。

## 所属任務部隊
| 任務部隊名                   | 種別                                               |
| ---------------------------- | -------------------------------------------------- |
| 第20任務部隊 (Task Force 20) | 戦闘部隊                                           |
| 第21任務部隊 (CTF-21)        | 哨戒偵察部隊 (Patrol Reconnaissance Force)         |
| 第22任務部隊 (CTF-22)        | 水陸両方部隊 (Amphibious Force)                    |
| 第23任務部隊 (CTF-23)        | 上陸部隊 (Landing Force)                           |
| 第24任務部隊 (CTF-24)        | 対潜水艦戦部隊 (ASW Force)                         |
| 第25任務部隊 (CTF-25)        | 兵站支援部隊 (Logistics Support Force)             |
| 第26任務部隊 (CTF-26)        | 哨戒航空部隊 (Patrol Air Force)                    |
| 第28任務部隊 (CTF-28)        | カリブ海非常対応部隊 (Caribbean Contingency Force) |